# Louise Gold

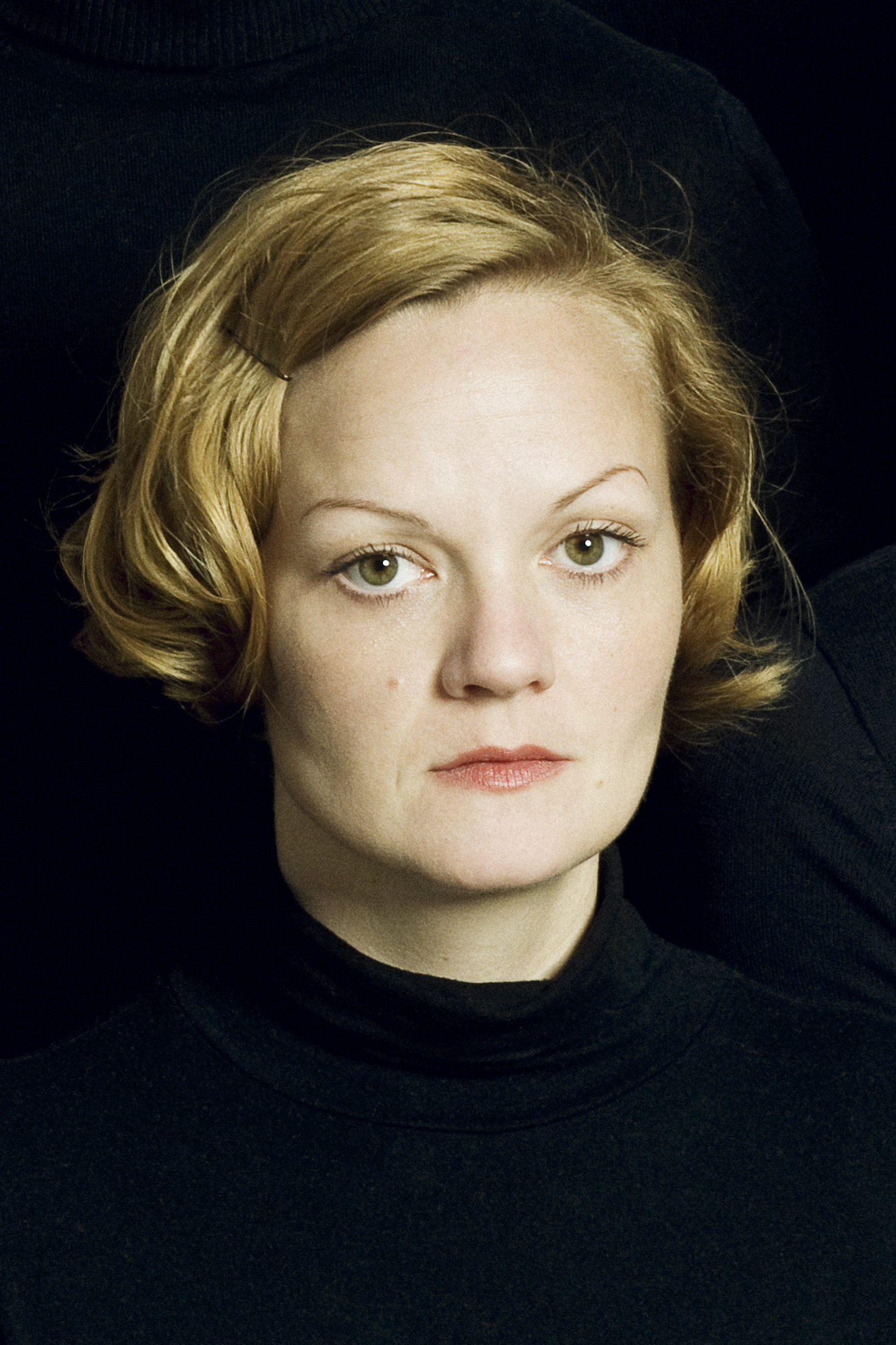
Louise Gold, 2012

Louise Gold (* August 1974 in Potsdam) ist eine deutsche Popsängerin.

## Leben
Louise Gold wuchs in der DDR auf. Mit 10 Jahren lernte sie Gitarre spielen und schrieb erste Songs. Sie studierte bei Patricia Forbes (Berlin), Neil Semer (New York) und Eugenia Visconti (Berlin) Gesang. Seit 1998 tritt Louise Gold in verschiedenen Projekten als Musikerin auf.
Sie arbeitete unter anderem mit FM Einheit und dem „Ensemble für alte Musik Oberhausen“. Eigene Projekte sind das „Louise Gold & the Quarz Orchestra“ und „Recorder“.
Mit Daniel Dorsch arbeitete sie von 1998 bis 2003 im Trip-Hop-Duo „Recorder“ zusammen. Das Duo war Gewinner des „Face the audience“-Contest der Meisel Musikverlage und der BMG und spielte unter anderem auf der Expo 2000 in Hannover, einer Fête de la Musique in Istanbul, der Midem in Cannes und der „Forte“ in Riga.
Im Jahr 2008 hat sich die Band „Louise Gold & the Quarz Orchestra“ in Berlin zusammengefunden. Das Quarz Orchestra besteht aus Louise Gold (Vocals, Songwriting), Hans Quarz (Arrangeur, Posaune), Florian Segelke (Gitarre), Hendrik Nehls (Kontrabass), Rolf Langhans (Piano) und Daniel Lunkenheimer (Schlagzeug). 2013 wurde ihre erste CD Debut mit dem Quarz Orchestra über das Label Skycap Records veröffentlicht. Die selbst produzierten Songs wurden im Berliner Lightning Recorders Studio aufgenommen. Dabei wurde ausschließlich Equipment der fünfziger und sechziger Jahre für die Aufzeichnung und das Mastering verwendet.
Im März 2014 trat sie mit ihrem Soloprojekt erstmals in den USA beim South by Southwest-Festival in Austin, Texas live auf. Kurz danach nahm sie in Berlin das Album Terra Caprice auf, das sich stilistisch zwischen Indie-Pop und Americana bewegt. Louise Gold – Terra Caprice wurde von Guy Sternberg in Berlin produziert und erschien im Januar 2015.
Louise Gold lebt und arbeitet in Berlin.

## Diskografie
- 2013: Louise Gold & the Quarz Orchestra, Debut (Skycap Records / Rough Trade)[5]
- 2015 Louise Gold, Terra Caprice (RaR Motor Entertainment / Edel)[6]